# Uchaud
Uchaud é uma comuna francesa na região administrativa de Occitânia, no departamento de Gard. Estende-se por uma área de 8,8 km², com 3 284 habitantes, segundo os censos de 1999, com uma densidade de 373 hab/km².
Durante a Roma Antiga, Uchaud foi conhecida como Ao Oitavo [Marco Miliário] (em latim: Ad Octavum).